# Diplodasys
Genre
Diplodasys est un genre de gastrotriches de la famille des Thaumastodermatidae.

## Liste des espèces
Selon World Register of Marine Species (25 juin 2025) :
- Diplodasys ankeli Wilke, 1954
- Diplodasys caudatus Kisielewski, 1987
- Diplodasys meloriae Todaro, Balsamo & Tongiorgi, 1992
- Diplodasys minor Remane, 1936 sensu Todaro, 1992
- Diplodasys pacificus Schmidt, 1974
- Diplodasys platydasyoides Remane, 1927
- Diplodasys remanei Rao & Ganapati, 1968
- Diplodasys rothei Kieneke, Narkus, Hochberg & Schmidt-Rhaesa, 2013
- Diplodasys sanctimariae Hummon & Todaro, 2009
- Diplodasys swedmarki Kisielewski, 1987

## Systématique
Ce genre a été décrit par Remane en 1927.

## Publication originale
- (de) Remane, 1927 : « Neue Gastrotricha Macrodasyoidea », Zoologische Jahrbücher Abteilung für Systematik, Ökologie, und Geographie der Tiere, vol. 54, p. 203-242.